# Han Yong-un
Han Yong-un (koreanisch 만해 Hanja 萬海 oder 卍海), auch bekannt unter seinem buddhistischen Namen Manhae, (* 29. August 1879 in Hongsŏng, Provinz Süd-Ch'ungch'ŏn; † 29. Juni 1944 in Seoul) war ein koreanischer Lyriker, politischer Aktivist und Reformist des modernen Buddhismus.

## Leben
Han Yong-un (geboren als Han Yu-ch'ŏn; kor. 한유천) lernte als Kind die chinesischen Klassiker in einer konfuzianischen Dorfschule (Sŏdang) und wendete sich bereits in jungen Jahren dem geistlichen Leben zu. Im Alter von 26 Jahren trat er in den buddhistischen Mönchsorden des Paektam-Tempels ein, wo er sowohl buddhistische Texte als auch moderne Philosophie studierte und ein asketisches Dasein führte.
Han, der miterlebte, wie Korea japanische Kolonie wurde, setzte sich zeit seines Lebens aktiv für die Unabhängigkeit seines Landes ein. Ab 1918 gab Han die Zeitschrift Yusim heraus, welche die Idee des gewaltlosen Widerstands vermittelte und das Volk bezüglich der Unabhängigkeit inspirieren sollte.
Han gehört zu den Repräsentanten der Unabhängigkeitserklärung, die bei der Bewegung des ersten März 1919 proklamiert wurde. Nach den Protesten gegen die japanische Kolonialregierung wurde er festgenommen und erhielt eine Haftstrafe von sieben Jahren. Nach drei Jahren wurde er in die Freiheit entlassen. Trotz Unterdrückung seitens der Kolonialregierung spielte er weiterhin eine wichtige Rolle bei verschiedenen Bürgerbewegungen, buddhistischen Bewegungen oder Bündnissen.
Zeit seines Lebens setzte sich Han Yong-un für Reformen im koreanischen Buddhismus ein. Seine Werke Über die Revitalisierung des koreanischen Buddhismus (조선불교유신론) (1913) und Entwurf zur Reformierung des koreanischen Buddhismus (조선 불교의 개혁안) (1931) befassen sich mit konkreten Vorschlägen wie z. B. einer zentralen Organisation des Buddhismus und betonen die Notwendigkeit eines populären Buddhismus für den koreanischen Geist.
Han verfasste zahlreiche Gedichte auf Chinesisch und Koreanisch. Zu seinen bekanntesten Gedichten gehört Das Schweigen des Geliebten (님의 침묵). Meist wurde das Gedicht dahingehend interpretiert, dass es sich bei dem Geliebten nicht um eine konkrete Person, sondern um das Vaterland handelt. Die letzten zehn Lebensjahre verbrachte Han Young-un in Seoul, wo er 1944 starb.
Seit 1974 wird der nach ihm benannte Manhae-Literaturpreis verliehen.

## Arbeiten (Auszug)

### Koreanisch
- 조선불교유신론 Über die Revitalisierung des koreanischen Buddhismus (1913)
- 조선 불교의 개혁안 Entwurf zur Reformierung des koreanischen Buddhismus (1931)
- 흑풍 Schwarzer Wind (1935)
- 후회 Reue (1936)
- 박명 Ungunst des Schicksals (1938)

### Übersetzungen

#### Deutsch
- Wind und Gras. 현대시선 <바람과 풀> dtv 1991. ISBN 978-3926602091
- Das Schweigen des Geliebten. Horlemann 2001. ISBN 978-3895021350

#### Englisch
- The Silence of Love Prairie Poet Books (1984)
- Contemporary Korean Poetry Mosaic (1994) ISBN 978-0889625617
- Love's Silence & other Poems Ronsdale Press (1999) ISBN 978-0921870623
- Looking for the Cow DEDALUS (1999) ISBN 978-1901233513
- Everything Yearned For: Manhae's Poems of Love and Longing Wisdom Publications (2005) 978-0861714896
- Selected Writings of Han Yongun BRILL/Global Oriental (2008) ISBN 978-1905246472

#### Französisch
- Le silence de Nim Autres Temps (1996)

## Auszeichnungen
- 1962 – Nationaler Verdienstorden der Republik Korea